# Марк Атілій Регул Кален
Марк Аті́лій Регу́л Кале́н (лат. Marcus Atilius Regulus Calenus; ? — після 335 до н. е.) — політичний, державний та військовий діяч Римської республіки, консул 335 року до н. е.

## Життєпис
Походив з впливового плебейського роду Атіліїв. Про його батьків немає відомостей. У 335 році до н. е. його було обрано консулом разом з Марком Валерієм Максимом Корвом. Під час своєї каденції вів війну проти племен авзонів та сідіцинів. Під час облоги головного міста авзонів Калеса Регул відігравав другорядну роль поряд з Марком Валерієм Максимом Корвом, завдяки якому римляни й захопили місто. Втім саме за захоплення Калеса Атілій отримав агномен «Кален» (лат. Calenus — тобто той, хто взяв Калес). Того ж року Марк Атілій вів самостійну війну проти сідіцинів, за перемогу над якими отримав від сенату право на тріумф. Подальша доля Марка Атілія невідома.

## Родина
- Син Марк Атілій Регул, консул 294 року до н. е.